# نادي تورنهاوت
 كي.في.ترن أوت هو نادي بلجيكي من مقاطعه ترن أوت

## تاريخ النادي
كي.في.ترن أوت تم تأسيسه في عام 1912 كنادي رياضي وقد تم أعاده تأسيسه بعد الحرب العالمية الأولي وقد نجح مرتين لللعب في دوري الدرجة الأولي البلجيكي في عامي 1931 و 1936.
و نادي ترن أوت قضي معظم فتراته بعد ذلك في دوري الدرجة الثانية البلجيكي حتي هبط لدوري الدرجة الثالثة في عام 1952 ولكنه عاد لدوري الدرجة الأولي في عام 1963 وذلك لأن نادي ثور جنت قد أتهم بواقعه رشوه علي أثرها صعد ترن اوت بدلا عنه ولكن في العام التالي اتهم بالرشوة وهبط لدوري الدرجة الثانية بالرغم من انه انهي الدوري في المركز الثالث.
في المواسم التالية لعب ترن أة ت في دوري الدرجة الثانية حتي هبط لدوري الدرجة الثالثة وذلك في عام 1977 حتي عام 1990 وفي عام 1991 توفي هداف الفريق ودوري الدرجة الثانية لوك دي راجيك حيث عاني من أزمه قلبيه أثناء زيارته لطبيب النادي ولكن بعد ذلك تم أكتشاف ان الاعب كان يخضع لعمليه تنشيط الدم عن طريق طبيب الفريق ولكن بسبب وصله خاطئه في الماكينة توفي اللاعب وقد واجه طبيب الفريق اتهام بالقتل.
خلال تسعينات القرن الماضي لاحت لترن أوت العديد من الفرص للوصول لدوري الدرجة الأولي البلجيكي ولكنه خسرها كلها وكنتيجه للأزمات المالية التي تعرض لها هبط ترن أوت لدوري الدرجة الرابعة البلجيكي وقد تم بيع ملعبه الفيلابرك وفي عام 2007 قد تم بيعه لشركه وادي دجله المصرية التي تملك نادي ليرس وخلال موسم 2009\2010 قد لعب ليرس وترن أوت في دورجه الدرجة الثانية مما جعل شركه وادي دجله تعلق دعمها لترن أوت.

## فرقة انقاذ مصرية
في منتصف موسم 2012\2013 تمت اعارة 14 لاعب مصري من فريق وادي دجلة الي فريق ترن اوت لانقاذه من الهبوط حيث كان الفريق في المركز الأخير برصيد 6 نقاط فقط اسطتاع جمعهم من من فوز واحد و3 تعادلات و 17 هزيمه.

## تشكيلة الفريق
حسب 5 أغسطس 2009

ملاحظة: تشير الأعلام إلى المنتخب الوطني على النحو المحدد في قواعد الأهلية للفيفا. قد يحمل اللاعبون أكثر من جنسية واحدة غير تابعة للفيفا.
| الرقم | البلد     | المركز | اللاعب          |
| ----- | --------- | ------ | --------------- |
|       | هولندا    | حارس   | جوريس كليسين    |
|       | تركيا     | مدافع  | سامي بويوكتوبك  |
|       | بلجيكا    | وسط    | ماكسيم رينسون   |
|       | بلجيكا    | وسط    | سين دي ستيوارت  |
|       | بلجيكا    | مدافع  | كوين دي شاتر    |
|       | بلجيكا    | مهاجم  | ألفيز دي سيلفا  |
|       | بلجيكا    | وسط    | سينيه دي سيوارت |
|       | فرنسا     | مهاجم  | سيبستيان دايدار |
|       | بلجيكا    | وسط    | سيفن ديلنوي     |
|       | بلجيكا    | مهاجم  | روبين سليجرز    |
|       | مصر       | مدافع  | يوسف فواز       |
|       | بلجيكا    | حارس   | ناثان جوريس     |
|       | الكاميرون | وسط    | جاي مأمون       |

| الرقم | البلد  | المركز | اللاعب        |
| ----- | ------ | ------ | ------------- |
|       | بلجيكا | وسط    | كريستوف مايرز |
|       | هولندا | وسط    | هيني نويين    |
|       | مصر    | مدافع  | حماده لملوم   |
|       | بلجيكا | مدافع  | دوميان لايز   |
|       | بلجيكا | وسط    | توم بروست     |
|       | بلجيكا | مهاجم  | ألان فين      |
|       | بلجيكا | مدافع  | جانسر لوينز   |
|       | بلجيكا | مدافع  | ستيفن فادنبرج |
|       | بلجيكا | حارس   | ماثياث جانسين |
|       | بلجيكا | وسط    | توماس ويلز    |